# Masatake Terauči
Masatake Terauči (japonsky: 寺内 正毅; 5. února 1852 Jamaguči – 3. listopadu 1919 Tokio) byl japonský maršál (gensui) a politik, premiér Japonska v letech 1916 až 1918. Byl rovněž dlouholetým ministrem války (1902–1911), ministrem financí (1916), ministrem zahraniční věcí (1908, 1916) a generálním guvernérem Koreje (1910–1916).

## Život
Narodil se v samurajské rodině. Jeho rodné jméno bylo Tada Jusaburó, změnil si ho podle příbuzného, který ho adoptoval. Jako mladík byl od roku 1864 členem milice Kiheitai a byl chráněncem Aritoma Jamagata. Od roku 1867 bojoval ve válce Bošin proti šógunátu Tokugawa, zejména v bitvě u Hakodate. Poté byl v Kjótu na ministerstvu války vycvičen francouzskými instruktory v západní vojenské taktice.
V roce 1870 se stal členem osobní stráže císaře Meidžiho. V roce 1871 opustil vojenskou službu, aby se mohl věnovat studiu jazyků, ale brzy povolán zpět, když se začala formovat japonská císařská armáda. Navštěvoval armádní školu Tojama a po studiích byl jmenován podporučíkem. V roce 1873 začal učit na nové Japonské císařské vojenské akademii. Zasahoval proti sacumskému povstání v roce 1877 a během bitvy u Tabaruzaky byl zraněn a přišel o pravou ruku. Jeho fyzické postižení se ale neukázalo být zásadní překážkou pro vojenskou a politickou kariéru.
V roce 1882 byl poslán do Francie jako pobočník prince Kanina Kotohita a byl ve Francii jmenován i vojenským atašé. Ve Francii zůstal až do roku 1886. Po návratu do Japonska byl jmenován náměstkem ministra války. V roce 1887 se stal velitelem Vojenské akademie. V roce 1891 byl jmenován náčelníkem štábu 1. divize a v roce 1892 byl náčelníkem prvního úřadu generálního štábu.
Během první čínsko-japonské války (1894 až 1895) byl zodpovědný za veškerý pohyb vojsk a zásobování. V roce 1896 mu bylo přiděleno velení 3. pěší brigády. V roce 1898 byl povýšen na prvního generálního inspektora vojenského výcviku, což byla jedna ze tří nejvyšších pozic v japonské armádě. V roce 1900 se stal zástupcem náčelníka generálního štábu a odjel do Číny, aby osobně dohlížel na japonské síly během jejich zásahu proti boxerskému povstání.
V roce 1902 byl jmenován ministrem války. Během jeho mandátu proběhla rusko-japonská válka (1904–1905). Po japonském vítězství ve této válce byl povýšen do šlechtického stavu, získal titul barona (danšaku) (později vikomta (šišaku), roku 1911 hraběte (hakušaku)). V roce 1907 byl jmenován předsedou Jihomandžuské železniční společnosti.
Po atentátu na bývalého premiéra Itó Hirobumiho v Charbinu, který spáchal korejský nacionalista An Džung-geun v říjnu 1909, byl Terauči jmenován japonským generální rezidentem v Koreji. V srpnu 1910 nátlakem přiměl Korejce podepsat smlouvu o oficiální anexi Koreje, a stal se tak prvním generálním guvernérem Koreje. V této funkci byl přímo podřízen jen císaři a měl širokou škálu pravomocí, od zákonodárnéých, přes administrativní až po soudní. Anexe a následná politika byla u většiny korejského obyvatelstva velmi nepopulární a Terauči použil vojenskou sílu, aby si udržel kontrolu. Zahájil také asimilační politiku, za tímto účelem byly po celé Koreji postaveny tisíce škol. Ačkoli to výrazně přispělo ke zvýšení gramotnosti a vzdělávací úrovně, učební osnovy byly zaměřeny na japonský jazyk a japonskou historii, což ohrožovalo korejskou národní svébytnost. Ještě větší nenávist ale vyvolal Teraučiho zásah do vlastnictví půdy. Systém vlastnictví byl v Koreji značně nepřehledný a řada majitelů vlastnila půdu na základě zvyku. Terauči se rozhodl systém katastralizovat a vlastnictví bylo přiznáno jen těm, kdo o tomto vlastnictví mohli předložit písemné důkazy. V důsledku byly asi dvě třetiny všech pozemků v soukromém vlastnictví zabaveny a prodány japonským developerům.
V červnu 1916 byl Terauči povýšen do převážně ceremoniální vojenské hodnosti gensui (polní maršál). V říjnu se stal předsedou vlády a současně řídil resorty zahraničí a financí. Jeho kabinet se skládal výhradně z kariérních byrokratů, protože politikům nedůvěřoval. Během svého funkčního období prováděl agresivní zahraniční politiku. Poskytl půjčky čínskému válečníkovi Tuan Čchi-žuejovi, který za to Japoncům tajně přislíbil části provincie Šan-tung, zvláštní práva v Mandžusku a vlastně i v celé Číně. Tyto nároky si Terauči pojistil dohodou se Spojenými státy (dohoda Lansing-Išii). Během probíhající první světové války dodržoval japonské spojenecké závazky vůči Spojenému království a vyslal válečné lodě do jižního Pacifiku, Indického oceánu a Středozemního moře. Převzal též kontrolu nad německými koloniemi v zálivu Ťiao-čou (v Číně) a v Tichém oceánu. Jeho posledním aktem ve funkci byl návrh na vyslání vojáků na podporu bělogvardějců v ruské občanské válce. V září 1918 rezignoval na svůj úřad kvůli "rýžovým nepokojům", které se v důsledku inflace rozšířily po celém Japonsku.